# Noailhac (Aveyron)
Noailhac korábbi község Franciaország Okcitánia régiójában, Aveyron megyében. Lakosainak száma 155 fő (2018. január 1.). Noailhac Almont-les-Junies, Conques, Firmi, Grand-Vabre és Saint-Cyprien-sur-Dourdou községekkel határos.
2016. január 1-jén három másik korábbi községgel egyesült és az így létrejött Conques-en-Rouergue új község része lett.

## Népesség
A település népességének változása:
| Lakosok száma | 317  | 286  | 231  | 195  | 193  | 177  | 171  | 167  | 157  | 155  |
|               | 1962 | 1968 | 1982 | 1990 | 1999 | 2008 | 2011 | 2013 | 2017 | 2018 |